# دان غالاغير
دان غالاغير (بالإنجليزية: Dan Gallagher)‏ (20 يونيو 1997 في المملكة المتحدة - ) هو لاعب كرة قدم بريطاني في مركز الوسط. لعب مع إيه أف سي ويمبلدون.

## وصلات خارجية
- دان غالاغير على موقع قاعدة بيانات كرة القدم.إي يو (الإنجليزية)
- دان غالاغير على موقع Soccerbase.com (لاعب) (الإنجليزية)
- دان غالاغير على موقع Soccerway.com (الإنجليزية)